# سجلات المواليد المختومة
تشير سجلات المواليد المختومة, في مقابل سجلات المواليد المفتوحة، إلى ختم شهادة ميلاد الطفل الأصلية عند التبني. وتُستبدل شهادة الميلاد المختومة الأصلية بشهادة الميلاد التي تعلن أن المتبنى هو ابن الأب الذي تبناه أو الأم التي تبنته. قامت العديد من الدول والأقاليم والبلدان باتباع هذه الممارسة في بداية منتصف القرن العشرين بهدف حماية الشخص المتبنى من عار ولادته غير الشرعية . وعادةً ما ترتبط سجلات المواليد المختومة أو المغلقة بـ عملية التبني المغلقة. أما السجلات المفتوحة، فعادةً ما يشار إليها بممارسة فتح سجلات المواليد الأصلية للمتبنين البالغين، ويجب ألا يُخلط بينها وبين التبني المفتوح، الذي قد يحدث مع السجلات المختومة أو بدونها، وفقًا لقوانين الولاية أو الإقليم الذي يقوم بتنفيذه.
منحت العديد من الدول البالغين ممن تم تبنيهم حق الوصول غير المقيد لشهادات ميلادهم الأصلية. وفي هذا السياق، يدور فيلم مايك لي أسرار وأكاذيب (1996) المرشح لجائزة الأوسكار حول امرأة بريطانية تصل إلى شهادة ميلادها الأصلية.

## معلومات تاريخية

### الولايات المتحدة
تم ختم شهادة ميلاد المُتبنى لأول مرة في الولايات المتحدة عام 1917; بغرض حماية الأشخاص الذين تم تبنيهم وأسرهم التي تبنتهم من وصمة عار الولادة غير الشرعية. وبعد الحرب العالمية الثانية، تغيرت القوانين في معظم الدول إلى ختم شهادات ميلاد المتبنين بشكل دائم لجميع الأطراف. لم تقم كنساس وألاسكا بختم شهادات ميلاد المتبنين الأصلية مطلقًا وبدأت العديد من ولايات ومقاطعات الولايات المتحدة مؤخرًا بالرجوع إلى حق المتبنين البالغين في الوصول إلى شهادات ميلادهم الأصلية.

### كندا
يعكس تاريخ سجلات الميلاد المختومة في كندا نفس تاريخ الولايات المتحدة. فهو مُعقد بسبب عمليات التبني القسرية للأطفال الأمريكيين الأصليين.

## وصلات خارجية
- The Strange History of Adult Adoptee Access to Original Birth Records by Elizabeth Samuels, University of Baltimore - School of Law, Adoption Quarterly, Vol. 5, p. 63, 2001